# Liste de sangliers de fiction
Ne doit pas être confondu avec Liste de cochons de fiction.
Cette liste contient des sangliers présents dans des œuvres de fiction.

## Romans et récits
- Beaucent est un sanglier du Roman de Renart, recueil de récits médiévaux des XIIe et XIIIe siècles.
- De nombreux sangliers anonymes, souvent anthropomorphisés, sont représentés dans les aventures d'Astérix.
- Parmi les quatre compères, on trouve le sanglier de Sylvain et Sylvette.
- Le Razorback est un sanglier de ce film australien réalisé par Russell Mulcahy en 1984.
- Le phacomochère est un suidé de fiction cité dans Les Quatre saisons d'Espigoule et dont un crâne (de sanglier maquillé) est exposé au Muséum départemental du Var.
- Dans l'album jeunesse Le menu préféré de Leila-la-Laie (édit. Pastel, École des Loisirs) Véronique Komai met en scène ce sanglier femelle.
- Nago et Okkoto sont des dieux sangliers jouant un rôle important dans le film d'animation japonais Princesse Mononoké.
- Iôzen est un sanglier prétendant à la succession du royaume des bêtes dans le film d'animation japonais Le Garçon et la Bête.
- Kenneth Cook consacre un roman à La Bête (Pig, 1980, Australie)

## Séries et films
- Sam, un sanglier déguisé en chat, et sa jeune sœur Eugénie déguisée en lapin dans le dessin animé Zip Zip.
- Napoléon, Attila et César sont les antagonistes du dessin animé Mini Loup.
- Bebop est un phacochère, personnage des Tortues Ninja.
- Pumbaa est un phacochère, personnage du film Le Roi lion.
- Fred est un phacochère chantant du rock, membre des As de la jungle.

## Autres
- Liste de cochons de fiction